# Barrio del Carmen (Puebla)

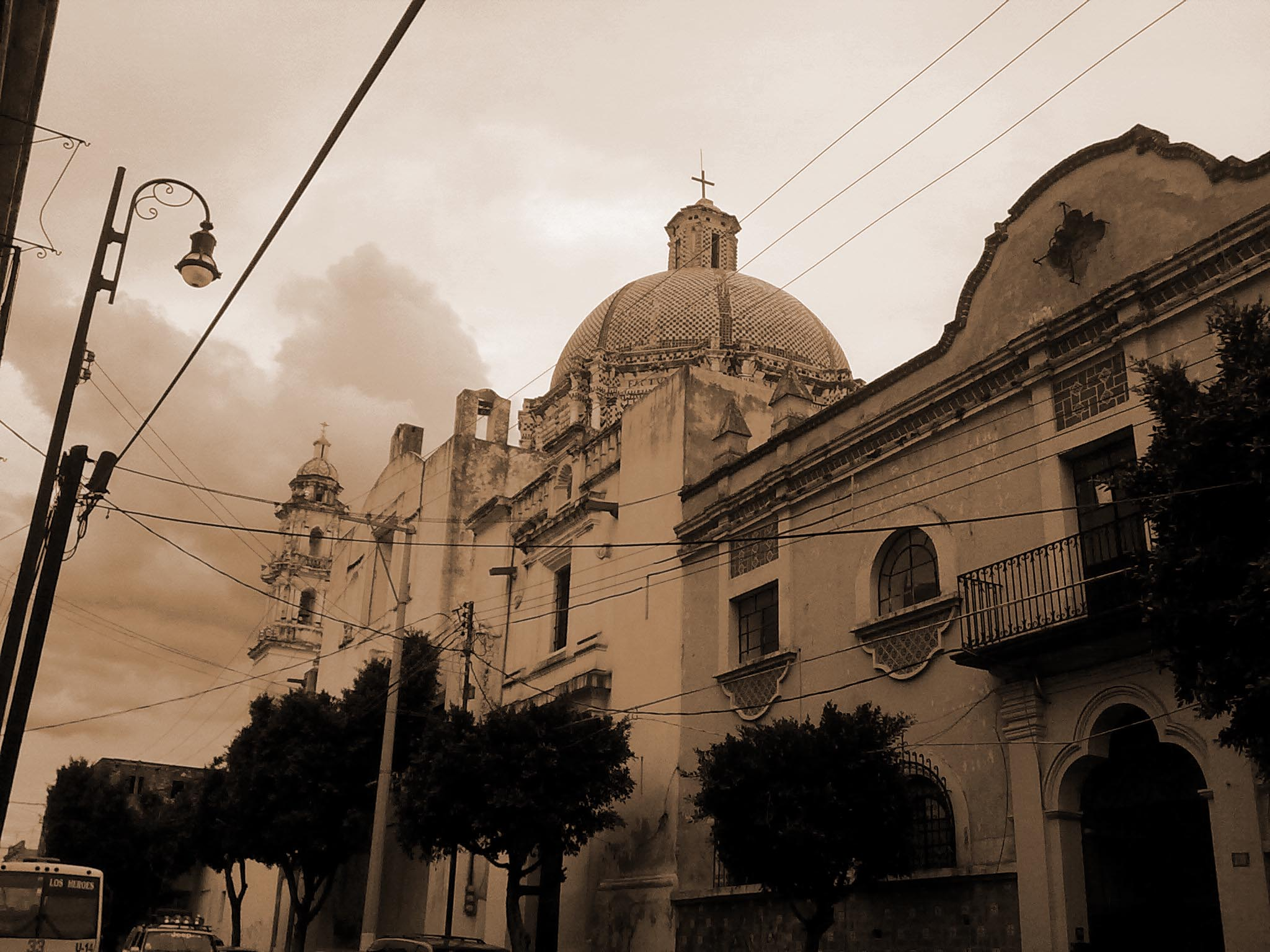
Fachada del templo de El Carmen.

El Barrio del Carmen es un barrio antiguo de la ciudad de Puebla localizado al sur del Centro Histórico. Este fue una de las primeras extensiones del núcleo fundacional de la ciudad. Está delimitado al norte por la Avenida 15 Oriente-Poniente, al sur por la Avenida 25 Oriente-Poniente, al oriente por el Boulevard 5 de Mayo y al poniente por la calle 3 Sur; al centro de este cuadrante se encuentra el templo de Nuestra Señora del Carmen (templo y convento de la orden de las Carmelitas Descalzas). También se observa actualmente un parque, que anteriormente fue el cementerio del templo mencionado, éste funcionó hasta finales del siglo XIX, cuando se habilitó el panteón de la Piedad.

## Historia
Los datos históricos hacen referencia al año 1547 como el año en el que se construye al sur de la plaza principal la ermita de la Virgen de los Remedios, patrocinada por Hernando de Villanueva, quien no deja herederos; por lo que el santuario cae en ruinas. En 1562 se funda el convento de San José de Ávila, bajo la orden de los Carmelos, y es a ellos a quien el obispo Diego Romano les otorga la abandonada ermita de los Remedios para establecer "el convento noviciado de la orden de los Carmelitas".
Para 1642, Lucas Méndez y Manuel de Tapia diseñan y construyen el retablo principal del templo. En 1884 se funda el panteón del Carmen, el cual deja de funcionar a finales del siglo XIX. Para 1859 se termina la remodelación del altar mayor, momento en que se coloca la imagen de la virgen del Carmen, y la virgen de los Remedios es trasladada a un altar lateral.

## La fiesta del Carmen
Sin duda alguna, la fiesta del Carmen  es una de las tradiciones más conocidas y esperadas de la ciudad de Puebla. Se cuenta que hay registros históricos que la nombran desde los tiempos de Porfirio Díaz, y se ensalza diciendo que "incluso es más grande que la de la virgen de la Merced, en la 5 norte y 10 poniente". Se celebra cada 16 de julio, día de la Virgen del Carmen. En ella se realiza una verbena popular, hasta hace varias años se consideraba la más grande del centro de la ciudad; días antes de la festividad se cierran las calles alrededor del jardín y el templo para albergar a la gran cantidad de visitantes, vendedores, paseantes y curiosos que llegan a la fiesta. Uno de los alimentos que dotan de identidad a esta fiesta son las famosas chalupas poblanas del Carmen, se dice que hay gente que sólo va por la comida.